# Haleyville
La ville de Haleyville est située dans les comtés de Marion et Winston, dans l’État d’Alabama, aux États-Unis. Lors du recensement de 2010, elle comptait 4 173 habitants.

## Démographie
| Groupe          | Haleyville | Alabama | États-Unis |
| --------------- | ---------- | ------- | ---------- |
| Blancs          | 92,1       | 68,5    | 72,4       |
| Autres          | 3,4        | 1,5     | 6,2        |
| Métis           | 2,0        | 1,5     | 2,9        |
| Afro-Américains | 0,7        | 26,2    | 12,6       |
| Asiatiques      | 0,5        | 1,1     | 4,8        |
| Amérindiens     | 0,3        | 0,6     | 0,9        |
| Océaniens       | 0,1        | 0,1     | 0,2        |
| Total           | 100,0      | 100,0   | 100,0      |
| Hispaniques     | 6,0        | 3,9     | 16,7       |

| 1900 | 1910  | 1920  | 1930  | 1940  | 1950  | 1960  | 1970  |
| ---- | ----- | ----- | ----- | ----- | ----- | ----- | ----- |
| 165  | 1 111 | 1 404 | 2 115 | 2 427 | 3 331 | 3 740 | 4 190 |

| 1980  | 1990  | 2000  | 2010  | - | - | - | - |
| ----- | ----- | ----- | ----- | - | - | - | - |
| 5 306 | 4 452 | 4 182 | 4 173 | - | - | - | - |

Selon l'American Community Survey, pour la période 2011-2015, 92,22 % de la population âgée de plus de 5 ans déclare parler l'anglais à la maison, 7,19 % déclare parler l'espagnol et 0,58 % une autre langue.

## À noter
Le 16 février 1968, le premier numéro d’appel d’urgence du pays a été mis en service à Haleyville.